# پخلگی
پُخلَگی یک خوراکی که در منطقه تون(فردوس کنونی) از گیاه خرفه پرپهن که به گویش تونی پُخلَه نامیده می‌شود پخته می‌شود. این غذا را می‌توان در وعده ظهر و با نان میل گرد.
آموزش درست کردن پخلگی: مواد مورد نیاز: پخله(خرفه پرپهن) آب روغن عصاره قروت یا کشک رقیق شده
مقدار مناسبی از گیاه خرفه پرپهن را کاملاً بشویید و به همراه ساقه خورد کنید. با یک لیوان آب روی حرارت بگذارید تا وقتی آبش بخار بشه. در قابلمه ای دیگر باید قروتی درست کنیم. برای درست کردن قروتی پیاز را در روغن سرخ کنید و یک قاشق غذاخوری پونه(نعناع خشک شده آسیاب شده) به پیازداغ اضافه کنید. سپس کشک رقیق شده یا عصاره قروت محلی را به مواد اضافه و هم بزنید. وقتی کناره‌های قابلمه شروع به جوشیدن کرد، پخله تفت داده شده را به قابلمه اضافه می‌کنیم. این غذای محلی را می‌توان مانند آبگوشت با نان خشک یا نان محلی سرو کرد